# Ulrich Salchow
Karl Emil Julius Ulrich Salchow, född 7 augusti 1877 i Köpenhamn i Danmark, död 18 april 1949 i Stockholm, var en svensk konståkare (AIK). Han var dominant inom den internationella konståkningen i början av 1900-talet, med tio VM-guld, nio EM-guld och ett OS-guld. Han har gett namn åt konståkningshoppet Salchow som han utförde första gången 1909.

## Biografi
Ulrich Salchow var son till regementsintendenten Johan Vilhelm Salchow. Efter läroverksstudier i Köpenhamn och Stockholm bedrev han tekniska studier utomlands och utbildade sig för affärsverksamhet. Han slog sig ned i Stockholm, där han var generalagent bland annat för Marconi Wireless Telegraph Co i London 1910–1922 samt innehade generalagenturerna för Wicon elektroteknisk Ingeniørsforretning i Köpenhamn, The Mycalex Parent Co. i London, International Resistance Co. i USA och Dubilier Condenser Co. i London. Från 1920 var han styrelseledamot i Sveriges Radio AB.

### Idrottsverksamhet
Han tog tio VM-guld, 1901–05 och 1907–11. Detta är fortfarande rekord, som han delar med Sonja Henie, som också tog tio VM-guld under 1920- och 1930-talet. Han tog EM-guld nio gånger (1898-1900, 1904, 1906-1907, 1909-1910, 1913) och då konståkning för första gången stod på det olympiska programmet vid OS i London 1908 tog Salchow guld.
Salchow tog alla sina medaljer i samma par skridskor.
Salchow fick inte försvara sitt OS-guld i Stockholm 1912 eftersom arrangörerna valde bort konståkningen. När han sedan gjorde ett sista försök vid OS 1920 slutade det i ett fall när han försökte göra en salchow. Trots detta, så lyckades den då 42-årige Ulrich Salchow komma på fjärde plats.
Salchow var förutom konståkare även aktiv i andra idrotter, bland annat cykel.

### Senare år
Efter den aktiva karriären var Salchow under många år president för Internationella Konståkningsförbundet från 1925 till 1927 och ordförande för AIK från 1928 till 1940. Han var även ordförande för Svenska Velocipedförbundet (1904–07), Svenska Skridskoförbundet (1917–20, 1923–32 och 1935–38), deltog i stiftandet av Svenska Boxningsförbundet, där han var ordförande 1919–32) samt i Riksidrottsförbundets överstyrelse (1911–28).
Salchow var aktiv kappseglare samt anställd på Dagens Nyheter och Associated Press som journalist, satt i Sveriges Radios styrelse och var framgångsrik grosshandlare och radiopionjär.
Ulrich Salchow avled i Stockholm, 71 år gammal och ligger begravd på Norra begravningsplatsen.

## Familj
Ulrich Salchows föräldrar, Johan Vilhelm Salchow och Elisabeth Kathrine Rye, var båda danskar. Han gifte sig 1931 med den danska läkaren Anne-Elisabeth Bahnson. Han var bror till författaren Wilhelm Salchow (1878-1942), som 1917 blev utvisad från Danmark "efter Fremmedloven med tilhold " på grund av arbetslöshet och inte fick återvända till Danmark.

## Konståkningshoppet Salchow
När konståkare utför en salchow åker de baklänges på ena fotens innerskär, hoppar och roterar ett helt varv, eller fler, och landar på andra fotens ytterskär.